# Плесецк (космодром)

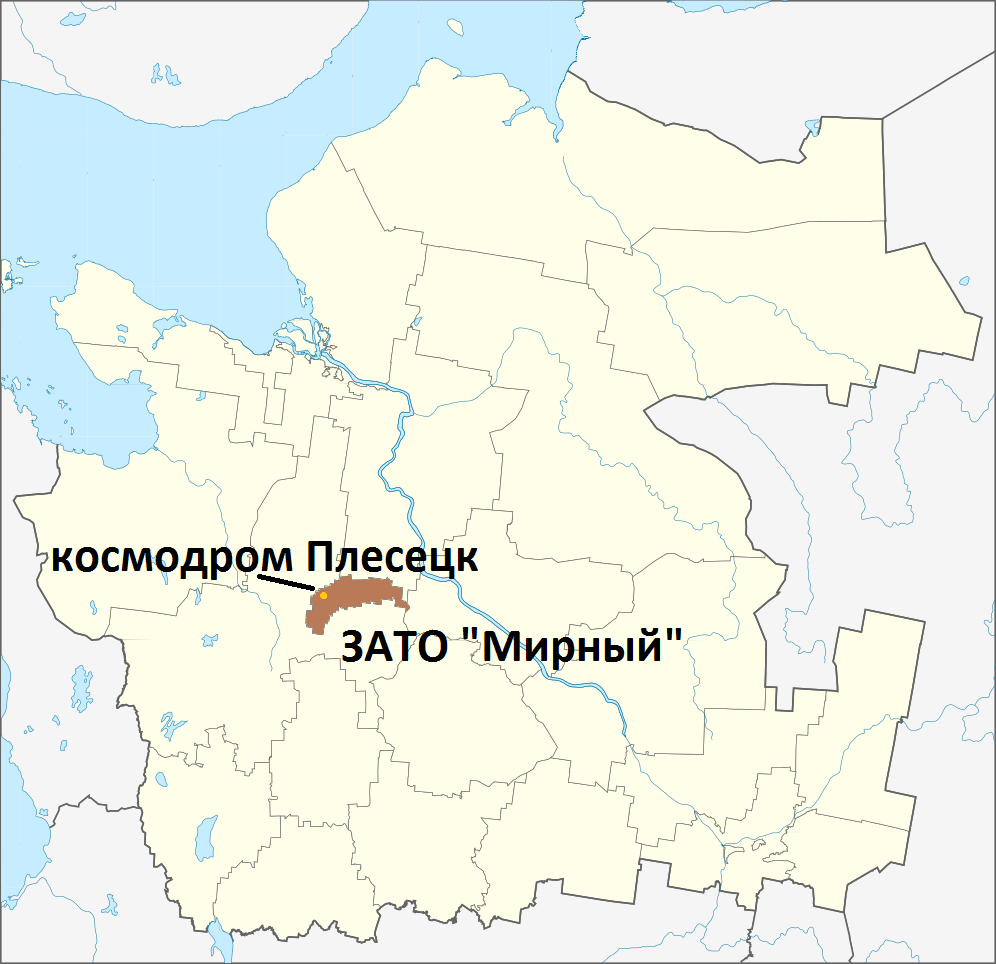
Расположение космодрома Плесецк и ЗАТО «Мирный» на карте Архангельской области

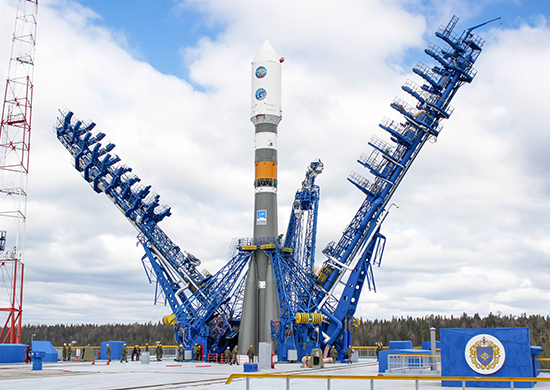
2017

Космодром Плесе́цк (1-й Государственный испытательный Краснознаменный орденов Суворова и Трудового Красного Знамени космодром Министерства обороны Российской Федерации) — советский и российский космодром, обеспечивающий часть российских космических программ, связанных с оборонными, а также прикладными, научными и коммерческими пусками непилотируемых космических аппаратов. Самый северный космодром на планете. Единственный действующий космодром в Европе после 2008 года, когда прекратились космические запуски из Капустина Яра.

## Общие сведения

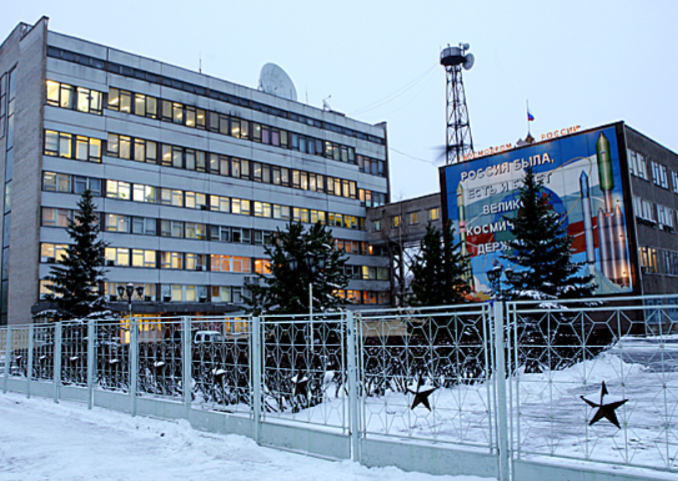
Административные здания на космодроме

Космодром расположен в среднетаёжной зоне Восточно-Европейской равнины в центральной части Архангельской области. На западе территория космодрома ограничена железной дорогой Москва — Архангельск, на севере — рекой Емца. В северо-западной части района расположения космодрома находится город Мирный. Общая площадь космодрома составляет 1762 км², протяжённость с севера на юг — 46 км, с востока на запад — 82 км. Территория космодрома относится к муниципальному образованию городской округ Мирный, граничащему с Виноградовским, Плесецким и Холмогорским районами Архангельской области.
Административный и жилой центр космодрома — город Мирный. Численность персонала и населения города Мирный — приблизительно 30 тысяч человек.
На космодроме эксплуатируются ракеты-носители лёгкого класса «Ангара-1.2», «Союз-2.1в», «Рокот», среднего класса «Союз-2.1а», «Союз-2.1б», тяжёлого класса «Ангара-А5».
К 2017 году с территории космодрома выведены на околоземные орбиты свыше 2000 космических аппаратов различного назначения, проведено около 1600 пусков ракет-носителей и около 500 пусков межконтинентальных баллистических ракет, испытано 11 космических ракетных комплексов и 60 типов космических аппаратов.

## Инфраструктура космодрома
Космодром представляет собой научно-технический комплекс.
- стартовые комплексы с пусковыми установками ракет-носителей;
- технические комплексы подготовки ракет космического назначения и космических аппаратов;
- многофункциональная заправочно-нейтрализационная станция (ЗНС) для заправки ракет-носителей, разгонных блоков и космических аппаратов компонентами ракетных топлив;
- кислородно-азотный завод;
- измерительный комплекс с вычислительным центром;
- аэродром;
- 1473 здания и сооружения;
- 273 объекта энергоснабжения.

Основными элементами стартовых комплексов являются:
- Пусковая установка (стол, башня и фермы обслуживания);
- Командный пункт управления (подземный) с системами предстартовой подготовки РН;
- Хранилища компонентов топлива и сжатых газов с системами их заправки.

Космодром имеет стационарные технические (ТК) и стартовые (СК) комплексы для всех типов советских, российских ракет-носителей (РН) лёгкого и среднего класса:

### Стартовые комплексы
- 1 СК — 1 ПУ для запуска РН «Рокот». Последний на текущий момент пуск осуществлен 27 декабря 2019 года;
- 1 СК — 2 ПУ для запуска РН «Циклон-3». Не эксплуатируется для запуска РН с 30 января 2009 года;
- 1 СК — 2 ПУ для запуска РН «Космос-3М». Не эксплуатируется с 27 апреля 2010 года;
- 2 СК — 2 ПУ для запуска РН «Союз-2» и 1 ПУ для запуска РН «Молния-М». Пусковая установка № 1 (СК-1) для запуска ракет семейства Р-7, войсковая часть 13973, площадка 41, выведена из эксплуатации в 1989 году и демонтирована в 1999 году. Пусковая установка № 2 (СК-2) для запуска РН «Молния-М», войсковая часть 14003, площадка 16, не эксплуатируется с 30 сентября 2010 года. Пусковые установки № 3 и № 4 (СК-3), войсковая часть 14056, площадка 43, прошли модернизацию под РН «Союз-2» в 2019 и 2017 годах соответственно[5];
- 1 СК — 1 ПУ для запуска РН «Ангара». МИК располагается на площадке 41, новый корпус сооружается рядом со старым.

### Центры
В состав космодрома входят шесть центров:
- 1-й Центр предназначен для испытания ракетно-космических комплексов (РКК) лёгкого класса. Его состав:
  - две пусковые установки РН «Космос-3М» (пл. 132);
  - две ПУ РН «Циклон-3» (пл. 32);
  - одна ПУ РН «Рокот» (пл. 133);
  - два технических комплекса (ТК) подготовки КА и РН .

Центр проводит подготовку и запуск КА систем связи, геодезии, навигации и научных аппаратов.
- 2-й Центр предназначен для испытания и применения РКК среднего класса. Состав Центра:
  - три ПУ РН «Союз» и «Молния-М»;
  - три ТК подготовки КА и РН;
  - одна ПУ РН «Ангара».

Центр проводит подготовку и запуск связных спутников, аппаратов природно-ресурсного мониторинга, космического материаловедения и биологических исследований, а также спутников военного назначения.
- 3-е Управление предназначено для обеспечения измерениями испытательных пусков боевых ракетных комплексов и запусков КА. Состоит из шести измерительных пунктов (ИП):
  - ИП-1 — город Мирный;
  - ИП-2 — город Мирный;
  - ИП-3 — город Нарьян-Мар;
  - ИП-4 — город Северодвинск;
  - ИП-6 — город Мирный;
  - ИП-8 — город Норильск.

- 4-й Испытательный центр предназначен для испытания ракетных комплексов межконтинентальных баллистических ракет. В его состав входит:
  - стол — площадка для ракет базируемых в шахтах (ШПУ)

— 15П765 РТ-2ПМ2 «Тополь-М»
— 15П765М РС-24 «Ярс»
— 15П728 РС-28 «Сармат»
- - две стартовые позиции для ПГРК
  - железнодорожная позиция для БЖРК Баргузин
  - четыре технические позиции (ТП) подготовки МБР.

Проводит испытания и техническое сопровождение ракетных комплексов мобильного и стационарного базирования.
- Информационно-аналитический центр необходим для анализа результатов наземных и лётных испытаний и баллистического обеспечения пусков. Состоит из пяти технологических линий обработки и анализа бортовой информации, объединяющих более 60 рабочих мест.

- Научно-испытательный центр представления и контроля информации предназначен:
  - для представления материалов об испытаниях российских стратегических ракет;
  - для контроля над испытаниями стратегических наступательных вооружений (СНВ) США.

Космодром располагает разветвлённой сетью автомобильных дорог (300 км) и железнодорожных путей (326 км), авиационной техникой и военным аэродромом первого класса, позволяющим эксплуатировать воздушные суда с максимальной посадочной массой до 220 тонн, таких как Ил-76, Ту-154, средствами связи, в том числе космической.
Железнодорожная сеть космодрома Плесецк — одна из крупнейших в России ведомственных железных дорог. От железнодорожной станции Городская, расположенной в городе Мирный, ежедневно отправляются пассажирские поезда по нескольким маршрутам. Протяжённость самого дальнего из них составляет около 80 километров.
По состоянию на август 2016 года, ГКНПЦ им. М. В. Хруничева разрабатывает проект, выпускает конструкторскую документацию и закупает технологическое оборудование для нового комплекса и пусковой установки «Ангара».

## История
10 июля 1957 года приказом министра обороны СССР № 01635 командиром формируемого ракетного соединения был назначен полковник М. Г. Григорьев, а 15 июля 1957 года Михаил Григорьевич Григорьев подписал приказ № 1 о вступлении в должность командира в/ч 13991 и начале её формирования. Этот день считается датой основания космодрома Плесецк и города Мирный

### СССР

#### Строительство

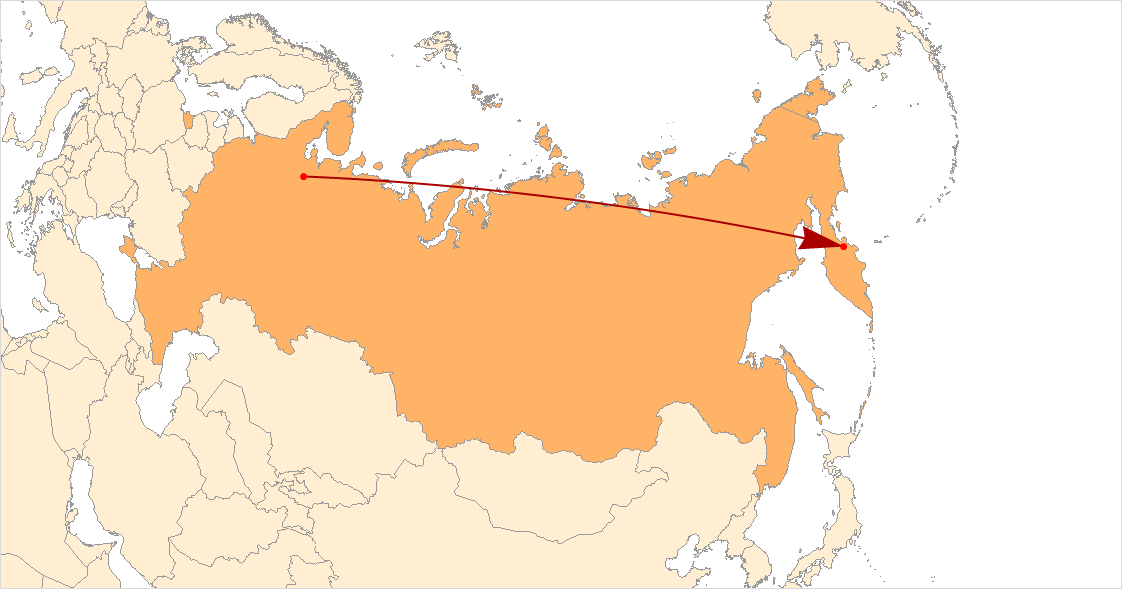
Траектория полёта ракеты с Плесецка на полигон Кура (5700 км)

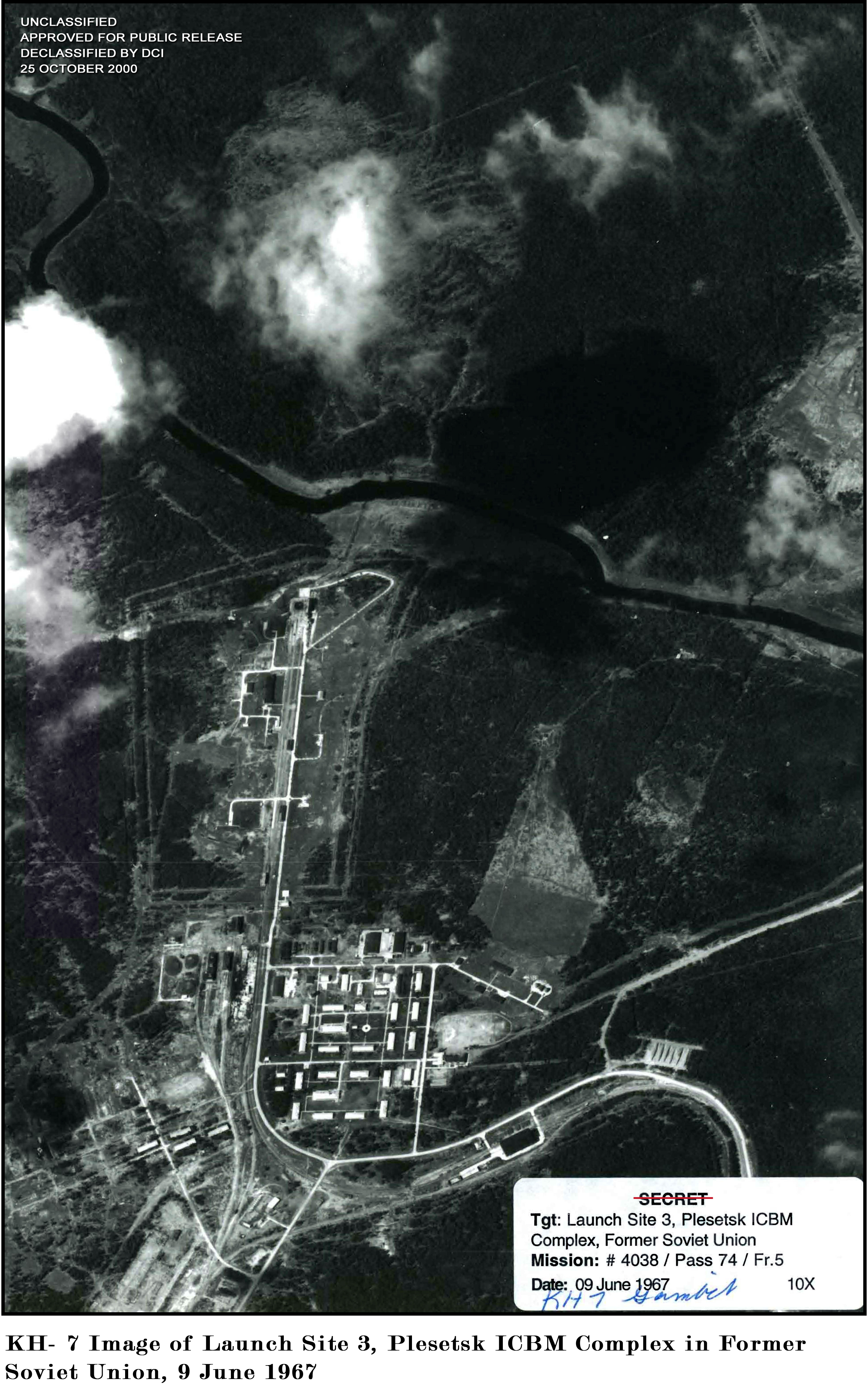
Снимок 1967 года (США)

Свою историю космодром ведёт с 11 января 1957 года, когда было принято Постановление ЦК КПСС и Совета Министров СССР о создании военного объекта с условным наименованием «Ангара». Объект создавался как первое в СССР войсковое ракетное соединение, вооружённое межконтинентальными баллистическими ракетами Р-7 и Р-7А. Формирование соединения начато 15 июля 1957 года. В этот день первый командир «Ангары», полковник Михаил Григорьев, подписал приказ № 1 о своём вступлении в должность. Теперь этот день отмечается как ежегодный праздник космодрома Плесецк.
Выбор места позиционного района во многом определялся тактико-техническими характеристиками МБР Р-7. В первую очередь, учитывались:
- досягаемость территорий вероятных противников;
- возможность проведения и контроля испытательных пусков в район Камчатки;
- необходимость в особой скрытности и секретности.

Исходя из этих соображений, лучше всего подходил данный малонаселённый район на северо-западе РСФСР.
С 1957 по 1964 годы в кратчайшие сроки были возведены стартовые и технические позиции и поставлены на боевое дежурство ракетные комплексы с межконтинентальными баллистическими ракетами. В феврале 1959 года объект «Ангара» переименован в «3-й Учебный артиллерийский полигон». До конца 1964 года были построены, введены в эксплуатацию и поставлены на боевое дежурство четыре пусковых установки ракет Р-7А, три пусковых установки для ракет Р-9А и семь пусковых установок для ракет Р-16У.
В начале 1960-х годов возникла необходимость расширения масштабов космической деятельности СССР. В январе 1963 года постановлением ЦК КПСС и Совета Министров СССР создан «Научно-исследовательский испытательный полигон ракетного и космического вооружения МО СССР» рядом со станцией Илеза Вельского района Архангельской области. Летом 1963 года руководством государства принято решение об использовании стартовых комплексов в Плесецке для запусков космических аппаратов. В сентябре 1963 года постановлением Совета Министров СССР 3-й УАП и НИИП преобразованы в «53-й Научно-исследовательский испытательный полигон МО СССР». На полигоне сформированы три испытательных управления, занятых несением боевого дежурства, испытаниями ракетно-космических комплексов, проведением и обработкой телеметрических и траекторных измерений. С 1964 года на базе ракетного соединения началось создание Научно-исследовательского испытательного полигона ракетного и космического вооружения. Такому преобразованию послужили удачное географическое расположение и значительное количество уже развёрнутых комплексов: к концу 1964 года на боевом дежурстве стояли четыре пусковые установки Р-7А, семь ПУ Р-16У и три ПУ Р-9А. С тех пор полигон развивался по двум направлениям: ракетному и космическому.

#### Космическая деятельность

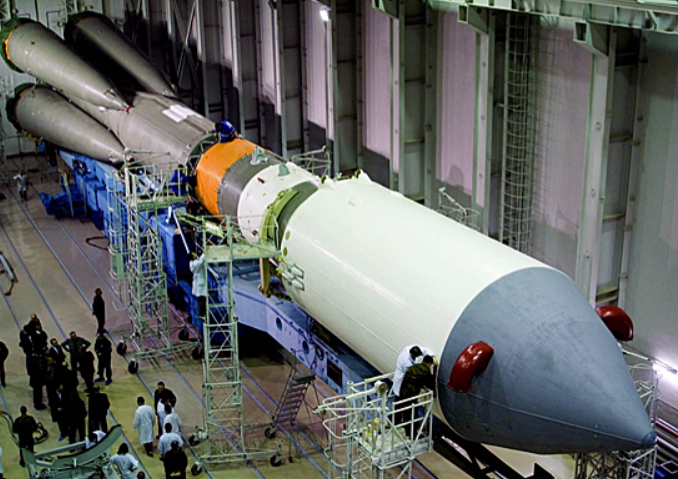
В Монтажно-испытательном корпусе космодрома

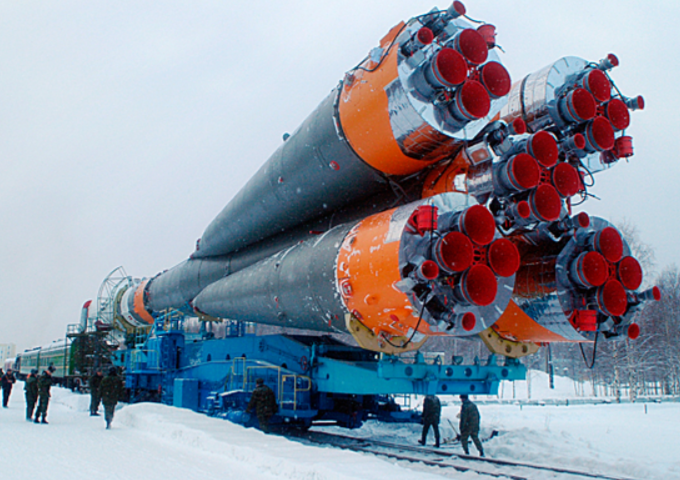
Транспортировка ракеты-носителя на стартовый стол

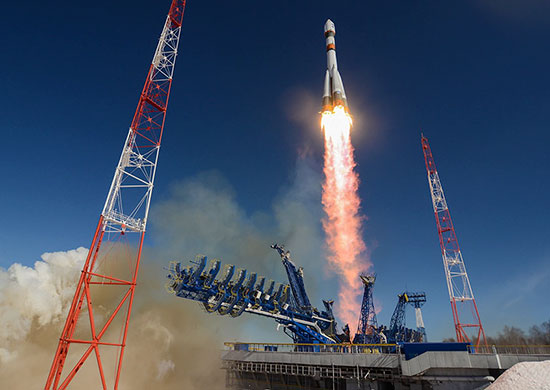
Пуск ракеты-носителя «Союз-2» с космодрома Плесецк (2016)

С космодрома Плесецк с 1966 года по 2000 год проведено 1507 пусков ракет-носителей.
Начало космодрома положено 17 марта 1966 года стартом ракеты-носителя «Восток-2» с искусственным спутником Земли «Космос-112». 21 апреля 1966 года в британском авиакосмическом журнале появилась статья учителя физики Джеффри Перри из города Кеттеринга с данными о местонахождении нового космодрома СССР. В ходе изучения школьниками эффекта Доплера на примере изменения частоты спутников, двигающихся по направлению школы и от неё, был обнаружен спутник с сигналом, отличающимся от сигналов других спутников. На основании анализа орбиты этого спутника, запущенного с космодрома Плесецк, было определено место старта.
С 1967 года на космодроме действует 834-й учебный центр. Занимается подготовкой младших командиров и специалистов для воинских частей ВКС и РВСН.
В 1970—1980 годах здесь производилось до 40 % мировых космических запусков. Всего с космодрома Плесецк осуществлено более 1600 запусков ракет-носителей и выведено на орбиту свыше 1950 КА, в том числе военного назначения. Испытано и принято в эксплуатацию 10 видов РН, 11 ракетных комплексов, более 30 типов КА.
4 ноября 1966 года 53-й НИИП проявил себя в новом качестве — как испытательный полигон стратегических ракетных комплексов: начались лётные испытания первой советской твердотопливной ракеты РТ-2 межконтинентальной дальности.
Начиная с 1968 года космодром включился в выполнение международных космических программ. 4 апреля 1972 года впервые в СССР с космодрома Плесецк был запущен малый французский космический аппарат МАС-1. 24 октября 1978 года с космодрома Плесецк был запущен первый [искусственный спутник Земли, изготовленный в Чехословакии — Магион 1.
31 октября 1973 года с космодрома Плесецк для изучения воздействия невесомости на живые организмы в космос отправился космический корабль «Бион-1» (Космос-605). В 1983 году на корабле «Бион-6» (Космос-1514) с космодрома Плесецк в космос впервые в СССР полетели макаки с именами Абрек и Бион. Это был первый в СССР полёт обезьян — ранее в исследованиях использовались только собаки. Также с космодрома Плесецк в космос отправлялись крысы, рыбы, мухи, черви, тритоны и другие биологические объекты. Заключительный полёт космических аппаратов серии «Бион» состоялся в 1996 году — на корабле «Бион-11» космос отправились макаки Лапик и Мультик. 16 апреля 1985 года в рамках программы технологических и научных исследований в космос отправился первый аппарат в серии спутников «Фотон».
За большие заслуги в деле освоения специальной техники и укрепления обороны страны космодром Плесецк награждён орденами: Красного Знамени (22 марта 1968 года), Трудового Красного Знамени (18 января 1977 года), Орденом Суворова (Россия) — 26 февраля 2015 года).
До 1983 года существование космодрома было в СССР строго засекреченным. При отправке писем с космодрома (из города Мирный) на почтовых конвертах в адресной строке указывалось «Москва-400» или «Ленинград-200». Тем не менее, на Западе его существование было понято уже в 1966 году.
В 1970—1990 годах космодром Плесецк удерживал мировое лидерство по числу запусков ракет в космос (с 1957 по 1993 год отсюда было осуществлено 1372 запуска, тогда как с находящегося на 2-м месте Байконура — 917).
В 1990-х годах ежегодное количество запусков ракет с Плесецка было меньше, чем с Байконура.

#### Катастрофы
- 26 июня 1973 года 8 человек погибли в результате взрыва ракеты-носителя «Космос-3М» во время заправки и несколько десятков человек были доставлены в госпиталь г. Мирный с отравлениями. Через 3 дня, в госпитале, не приходя в сознание, скончался ещё 1 человек, получивший ожог окислителем 98 % тела
- 18 марта 1980 года 48 человек погибли во время заправки и подготовительных работ в результате взрыва ракеты «Восток-2М» вместе со спутником[18]
- в октябре 1987 года из-за пожара в в/ч № 13973 погибло 5 человек

### Россия
В июле 1992 года Указом Президента РФ были созданы Космические войска. В июле 1993 года Центр испытаний и применения космических средств был преобразован в Главный центр испытаний и применения космических средств, в состав которого вошли два испытательных управления.
11 ноября 1994 года Указом Президента РФ № 2077 на базе Главного центра испытаний и применения космических средств создан 1-й Государственный испытательный космодром МО РФ в составе Военно-космических сил. 15 декабря 1997 года на базе 1-го ГИК и 53-го ГИП сформирован 1-й Государственный испытательный космодром Министерства обороны Российской Федерации в составе Ракетных войск стратегического назначения.
В 1994 г. из ШПУ был произведён первый пуск РС-12М2 («Тополь-М»). На современном этапе заканчивается экспериментальная отработка МБР стационарного базирования. А в 2000 г. был осуществлён первый пуск МБР «Тополь-М» в составе подвижного грунтового ракетного комплекса (ПГРК). 24 марта 2001 года Указом Президента РФ созданы Космические войска.
В 1997 году было принято решение использовать космодром для оказания услуг по запуску космических аппаратов с помощью ракеты-носителя «Рокот» с участием воинских частей на договорной основе.
С 1 июля 2001 года космодром выведен из состава РВСН и включён в состав Космических войск РФ.
По мнению ряда источников, в ближайшие годы космодром Плесецк будет передан от Минобороны России в ведение Роскосмоса, и эксплуатация его объектов (как и космодрома Байконур) будет возложена на АО «ЦЭНКИ».
В 2022 году космодром находился в ведении Минобороны России.

#### Катастрофы
- 15 октября 2002 года ракета-носитель «Союз-У», несущая спутник Европейского космического агентства «Фотон-М1» производства «ЦСКБ-Прогресс», взорвалась через 29 секунд после запуска; 1 человек погиб, 8 ранено.
- 9 ноября 2013 года 2 офицера технической базы космодрома погибли во время плановых работ по очистке ёмкости из-под ракетного топлива, ещё трое военнослужащих госпитализированы с отравлениями[22]
- Пожар на испытательной площадке Плесецк. Изображение ресурса FIRMS за 20-21 сентября 2024 года

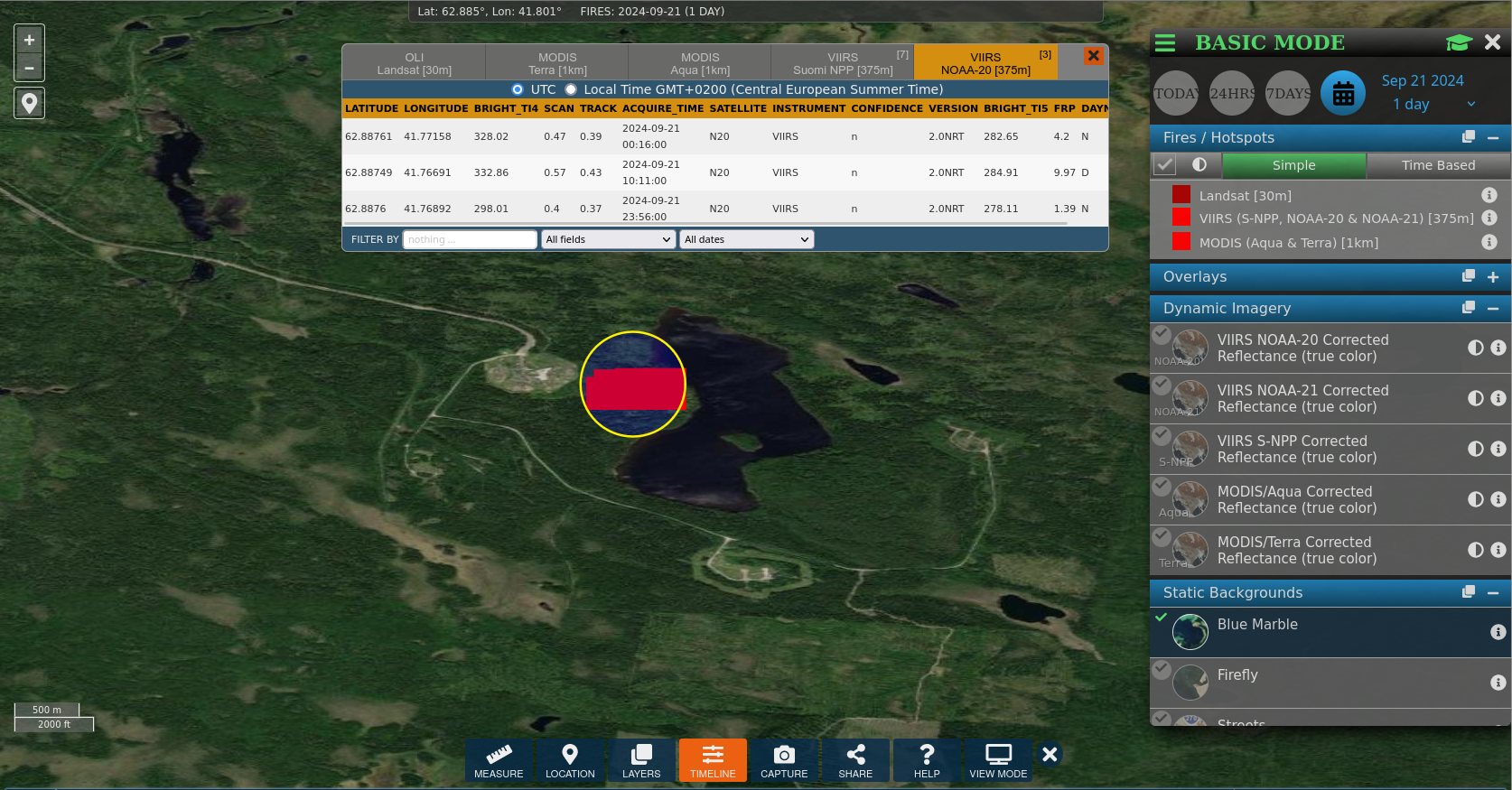
Пожар на испытательной площадке Плесецк. Изображение ресурса FIRMS за 20-21 сентября 2024 года

19 или 20 сентября 2024 года в шахте на испытательной площадке полигона взорвалась ракета RS-28 «Сармат». Взрыв разрушил пусковую шахту и окружающие постройки. Пожар был зафиксирован НАСА с помощью спутниковой системы FIRMS. На снимках видна воронка, диаметром около 60 м, образовавшаяся на месте пусковой шахты (на илл.) .

## Начальники космодрома (полигона)
- генерал-майор Григорьев Михаил Григорьевич (1957—1962)
- генерал-лейтенант Штанько, Степан Федотович (1962—1963)
- генерал-лейтенант Алпаидзе, Галактион Елисеевич (1963—1975)
- генерал-полковник Яшин, Юрий Алексеевич (1975—1979)
- генерал-лейтенант Иванов, Владимир Леонтьевич (1979—1984)
- генерал-лейтенант Колесников, Геннадий Алексеевич (1984—1985)
- генерал-лейтенант Олейник, Иван Иванович (1985—1991)
- генерал-лейтенант Перминов, Анатолий Николаевич (1991—1993)
- генерал-майор Овчинников Анатолий Фёдорович (1994—1996)
- полковник Пронников Владимир Павлович (1996—1998)
- генерал-лейтенант Журавлёв, Юрий Михайлович (1998—1999)
- генерал-лейтенант Коваленко, Геннадий Николаевич (1999—2003)
- генерал-лейтенант Башлаков, Анатолий Александрович (24 марта 2003 — 25 июля 2007)[26]
- генерал-майор Остапенко, Олег Николаевич (2007 — сентябрь 2008)

Официальный логотип космодрома Плесецк

- Официальный логотип космодрома Плесецк генерал-майор Майданович, Олег Владимирович (сентябрь 2008 — 23 июня 2011)
- генерал-майор Головко, Александр Валентинович (23 июня 2011 — 24 декабря 2012)[27][28]
- генерал-майор Нестечук, Николай Николаевич (7 июня 2013 — 17 сентября 2020)[29]
- генерал-майор[30] Башляев Николай Андреевич (17 сентября 2020 — н. в.)

## Главные события

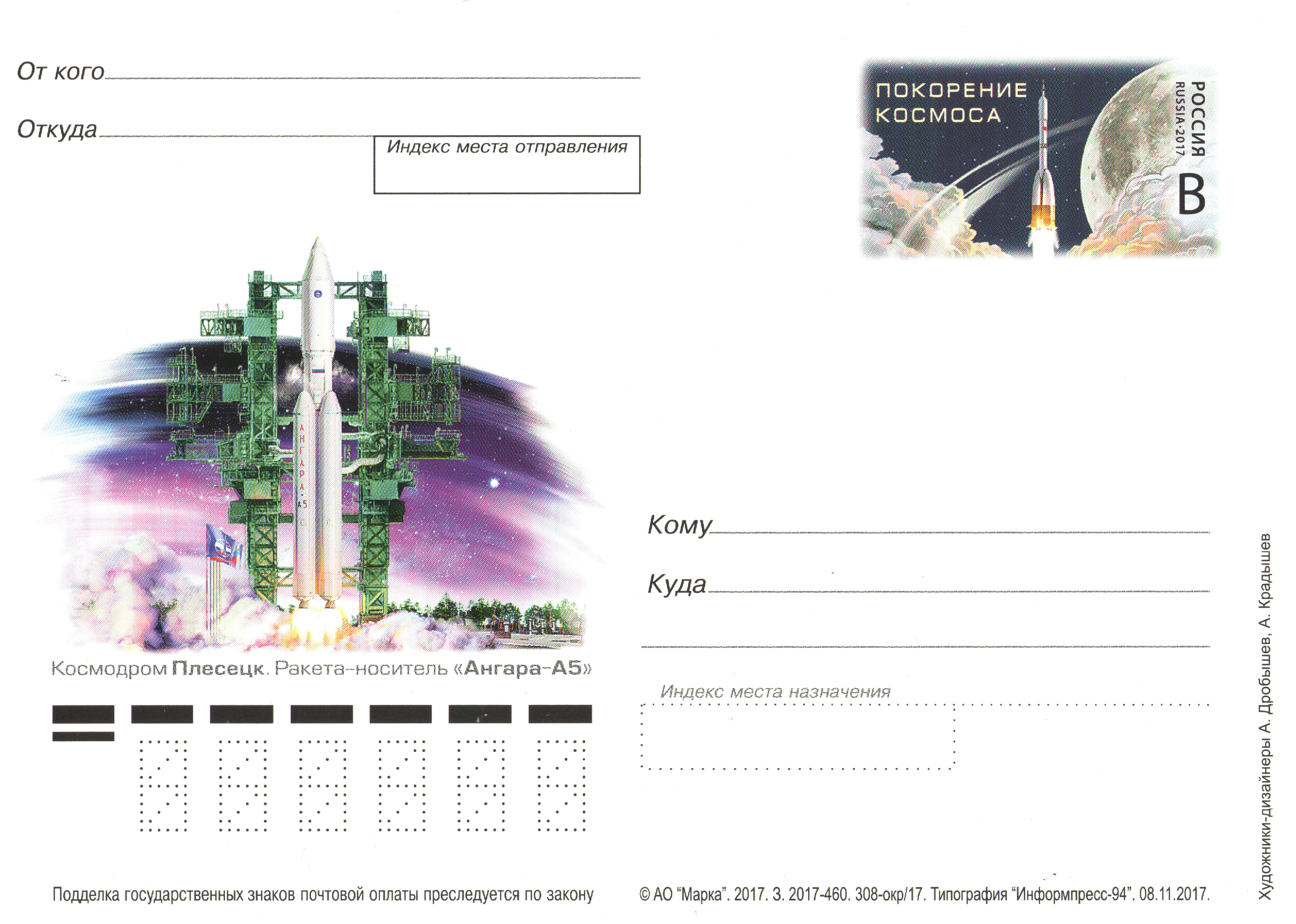
Плесецк на почтовой открытке Почты России

- 25 декабря 2007 года был произведён пуск новейшей российской межконтинентальной баллистической ракеты РС-24. Цель была успешно поражена на полигоне Кура в Камчатском крае.
- 27 марта 2008 года в 20:15 по московскому времени произведён запуск ракеты-носителя «Космос-3М» и четвёртого космического аппарата — немецкого спутника «SAR-Lupe». Первоначально данный запуск был запланирован на 25 марта 2008[31], однако был перенесён из-за неблагоприятной погоды[32].
- 23 мая 2008 года в 19:20:09 по московскому времени произведён запуск ракеты-носителя «Рокот» с разгонным блоком «Бриз», которая вывела на орбиту малый космический аппарат — радиоспутник «Юбилейный», изготовленный к 50-летию запуска первого искусственного спутника Земли, и три военных аппарата[33][34].
- 2 ноября 2009 года в 04:50 по московскому времени произведён запуск ракеты-носителя «Рокот» с космическими аппаратами SMOS и «Proba-2», разработанными по заказу Европейского космического агентства[35].
- 20 ноября 2009 года в 15:00 по московскому времени был произведён запуск ракеты-носителя «Союз-У», которая вывела на орбиту военный спутник серии «Космос (КА)».
- 16 апреля 2010 года в 19:00 по московскому времени был произведён запуск ракеты-носителя «Союз-У», которая вывела на орбиту военный спутник «Кобальт-М» серии «Космос (КА)». Аппарат выведен на орбиту в 19:08 мск. Ему присвоен порядковый номер — «Космос-2462».
- 27 апреля 2010 года в 05:05 по московскому времени был произведён запуск ракеты-носителя «Космос-3М», которая вывела на орбиту военный спутник. Аппарат выведен на орбиту в 06:41 мск. Ему присвоен порядковый номер — «Космос-2463».
- 27 сентября 2011 года был осуществлён неудачный запуск экспериментальной баллистической ракеты. Сразу же после запуска она пропала с экранов радара. Была обнаружена в восьми километрах от стартовой площадки[36].
- 23 декабря 2014 года был осуществлён испытательный пуск новейшей РН тяжёлого класса «Ангара-А5». Полезная нагрузка в виде габаритно-массового макета с использованием разгонного блока «Бриз-М» была выведена на целевую геостационарную орбиту[37] и позже на высокоэллиптическую орбиту захоронения[38].
- 22 июля 2015 года министр обороны Российской Федерации генерал армии Шойгу вручил космодрому орден Суворова[39].
- 24 марта 2016 года совершён пуск ракеты космического назначения «Союз-2» с космическим аппаратом[40].
- 2 февраля 2021 года совершён пуск ракеты космического назначения «Союз-2.1б», которая вывела на орбиту спутник Минобороны «Космос-2549»[41]
- 20 апреля 2022 года был проведён успешный запуск межконтинентальной баллистической ракеты «Сармат»
- 29 апреля 2022 года совершён пуск ракеты-носителя лёгкого класса «Ангара-1.2» с военным спутником «Космос-2555» по заказу Минобороны, завершившийся неудачно[42].
- 2 августа 2022 года совершен запуск ракеты-носителя лёгкого класса «Союз-2.1в» с военным спутником «Космос-2558» по заказу Минобороны, завершившийся успешно[43].
- 15 октября 2022 года совершён пуск ракеты-носителя лёгкого класса «Ангара-1.2» с военным спутником «Космос-2560»[44].
- 21 октября 2022 года совершён пуск ракеты-носителя лёгкого класса «Союз-2.1в» с космическими аппаратами под кодовыми названиями «Космос-2561» и «Космос-2562»[45].

## Экологическая обстановка
За годы функционирования космодрома на территории Архангельской области он оказывал (и продолжает оказывать) определённое влияние на окружающую среду, застройкой объектов запуска и объектов обслуживания, инфраструктуры. Некоторое влияние оказывают ступени ракет, часто с остатками ядовитого топлива (несимметричный диметилгидразин), которые падают на близлежащие территории, заселённые людьми. На территории Архангельской области находится 11 «полей падения» — 6 районов падения отделяющихся частей ракет и 5 районов падения отделяемых частей межконтинентальных баллистических ракет: «Двинской», «Сия», «Пинега», «Койда», «Мосеево», «Бычье» и другие. В связи с уменьшением количества запусков происходит снижение нагрузки на районы падения. Район «Бычье» не задействовался с 1977 года, «Новая Земля» — с 1979 года, «Куприяново» — с 1981 года, «Двинской» — с 1998 года. Только районы «Койда» и «Мосеево» использовались для проведения пусков ракет космического назначения «Циклон». Остальные районы использовались под падение боковых блоков ракет-носителей «Союз», «Молния», «Союз-2». По состоянию на 2006 год на космодроме проводились пуски двух типов межконтинентальных баллистических ракет «Тополь» и «Тополь-М», для чего использовались 2 района падения: «Сия» и «Пинега». На территории Ненецкого автономного округа таких «полей падения» — 9 («Нарьян-Мар» и др.), в Республике Коми — 4: «Печора», «Усть-Цильма», «Железнодорожный», «Вашка».
В настоящее время на космодроме прекращены запуски ракет-носителей «Циклон-2/3» и «Космос-3М», а в основном производятся запуски различных модификаций РН «Союз», работающих на керосине и жидком кислороде и небольшое количество запусков РН «Рокот». В связи с этим объёмы возможных выбросов диметилгидразина и тетраоксида азота многократно уменьшились по сравнению с советским периодом.
В 2008 году были опубликованы параметры контракта на поиск и вывоз отработанных частей ракет-носителей, стартующих с космодрома Плесецк, из районов падения на территории Архангельской области и Республики Коми. Стоимость контракта на 2008 год составила 15 млн рублей (рост в 1,5 раза по сравнению с 2007 годом). В 2007 году было вывезено из районов падения более 148 тонн металлических фрагментов ракет.
Сразу после начала деятельности космодрома (1966 год) средний уровень смертности детей первого года жизни в сёлах, расположенных вблизи районов падения в Мезенском районе, становится выше и в течение двадцати лет превосходит в среднем в 2,1 раза уровень младенческой смертности в сёлах того же Мезенского района, удалённых от загрязнённых территорий. В начале 1990-х годов (после снижения количества пусков ракет) смертность вновь не отличается, при этом в сёлах риска отмечается общая тенденция к снижению смертности.

## Дополнительная информация
- Линейная скорость вращения Земли на широте Плесецка составляет 212 м/с, на широте Байконура — 316 м/с[50], на широте космодрома Куру — 460 м/с[51].
- 1 марта 2011 года генерал-лейтенант Анатолий Башлаков приговорён к 7 годам лишения свободы за взятку, полученную им на прежней должности начальника космодрома Плесецк[26].
- 10 февраля 2012 года старший инженер-испытатель космодрома Плесецк подполковник Нестерец Владимир Васильевич был приговорён к 13 годам лишения свободы за шпионаж в пользу ЦРУ[52].
- В Санкт-Петербурге в 2013 году в честь космодрома названа Плесецкая улица.
- В 2007 году в честь космодрома назван астероид (16358) Плесецк, находящийся в главном поясе астероидов.